# Куинджи (хан)
Куинджи (Коничи, Койшы, Куйшы, Кояншы, Коныша, род. ок. 1235/40 — ум. 1301) — правитель Кок-Орды (1280—1301). Внук старшего брата Батыя Орда-хана и сын Сартактая. Поддерживал дружеские и союзные отношения с ильханами Аргуном, Гейхату и Газаном. Коничи, до провозглашения ханом Белой Орды, участвовал в борьбе потомков Угэдэя и Чагатая с Хубилаем. В 1270 году Коничи выступил против Нарина, являвшегося, в конечном счете, подданным Хубилая, привлёк на свою сторону Хайду, давнего и последовательного противника юаньского хана. 20-летнее правление Коничи в военно-политическом плане было мирным и спокойным, он не вёл активных военных действий. Об этом писал путешественник Марко Поло. У Коничи было четыре сына — Баян, Бачкиртай (Башгырт), Чаган-Бука и Макудай. В период правления Коничи завершается формирование на базе юрта Орда-хана нового и фактически независимого улуса. Но политическая стабильность была нарушена сразу после смерти Коничи, когда его преемники начали острую борьбу за власть.